# Kommunalwahl in der Türkei 2004

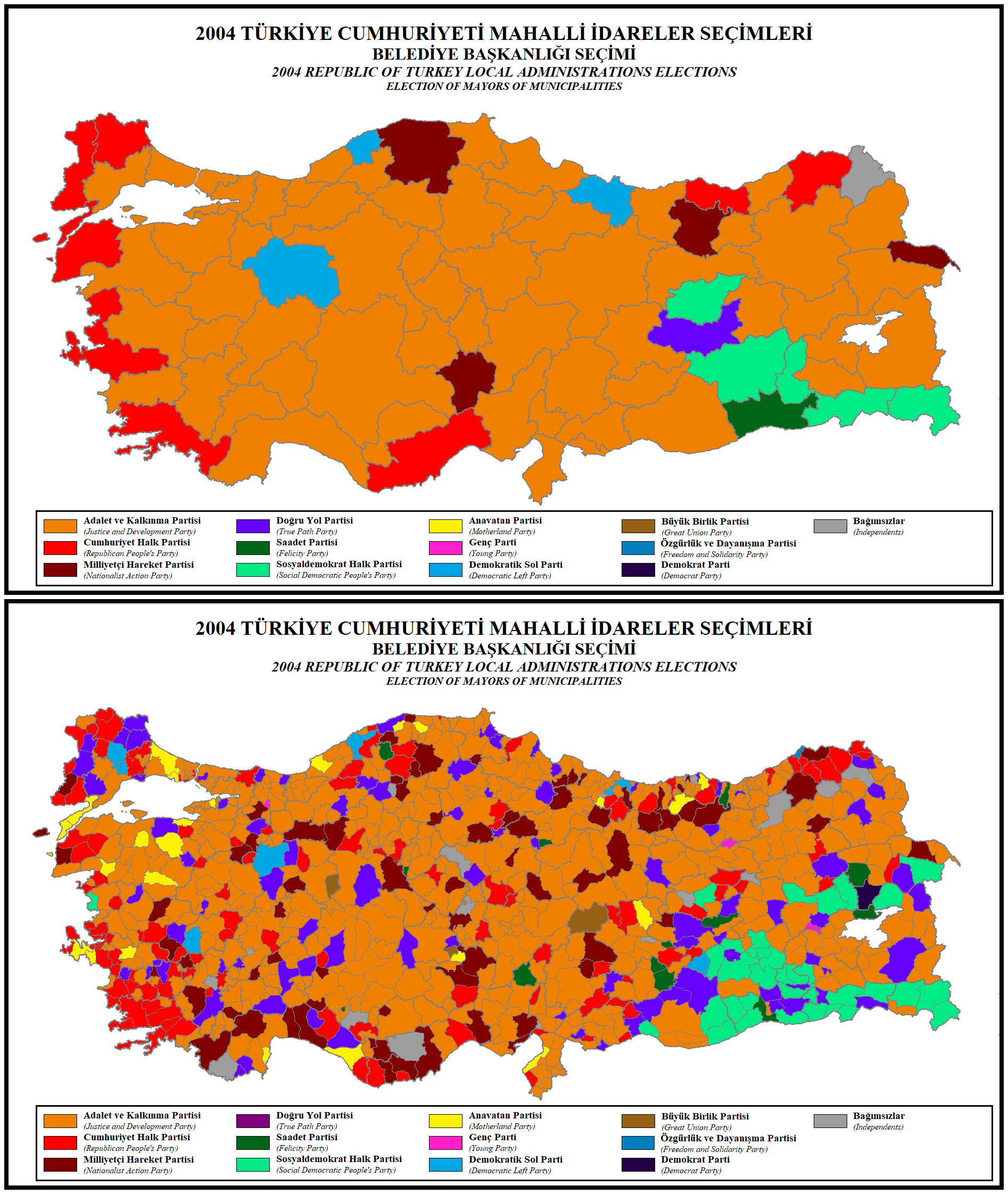
Karte der von Parteien gewonnenen Provinzen (oben) und Bezirke (unten)

Die 13. Kommunalwahlen der Republik Türkei (türkisch 2004 Türkiye yerel seçimleri) fanden am 28. März 2004 statt. Dabei wurden für fünf Jahre die Bürgermeister, Stadträte und Dorfvorsteher (Muhtar) gewählt.

## Ergebnisse
Quelle:

### Provinzparlamente
| Partei                                  | Vorsitzender          | Stimmen    | Anteil   | ±      | Abgeordnete |
| --------------------------------------- | --------------------- | ---------- | -------- | ------ | ----------- |
| Partei für Gerechtigkeit und Aufschwung | Recep Tayyip Erdoğan  | 13.447.287 | 41,67 %  | – a    | 2.276       |
| Republikanische Volkspartei             | Deniz Baykal          | 5.882.810  | 18,23 %  | ▲7,15  | 392         |
| Partei der Nationalistischen Bewegung   | Devlet Bahçeli        | 3.372.249  | 10,45 %  | ▼6,72  | 178         |
| Partei des Rechten Weges                | Mehmet Ağar           | 3.216.213  | 9,96 %   | ▼3,24  | 156         |
| Sozialdemokratische Volkspartei         | Murat Karayalçın      | 1.662.280  | 5,15 %   | – a    | 129         |
| Glückseligkeitspartei                   | Recai Kutan           | 1.297.681  | 4,02 %   | – a    | 19          |
| Junge Partei                            | Cem Uzan              | 839.856    | 2,60 %   | – a    | 4           |
| Mutterlandpartei                        | Nesrin Nas            | 807.761    | 2,50 %   | ▼12,53 | 26          |
| Demokratische Linkspartei               | Bülent Ecevit         | 683.266    | 2,11 %   | ▼16,58 | 9           |
| Große Einheitspartei                    | Muhsin Yazıcıoğlu     | 374.125    | 1,15 %   | ▼0,56  | 7           |
| Unabhängige                             | –                     | 234.443    | 0,72 %   | ▲0,55  | 9           |
| Partei der Unabhängigen Türkei          | Haydar Baş            | 154.495    | 0,47 %   | – a    | 0           |
| Kommunistische Partei der Türkei        | Aydemir Güler         | 85.178     | 0,26 %   | – a    | 0           |
| Arbeiterpartei                          | Doğu Perinçek         | 79.774     | 0,24 %   | ▲0,04  | 0           |
| Partei der Neuen Türkei                 | İsmail Cem            | 79.584     | 0,24 %   | – a    | 0           |
| Arbeitspartei                           | Abdullah Levent Tüzel | 18.695     | 0,05 %   | ▼0,03  | 1           |
| Partei der Freiheit und Solidarität     | Ufuk Uras             | 12.379     | 0,03 %   | ▼0,80  | 0           |
| Partei der Nation                       | Aykut Edibali         | 8.711      | 0,02 %   | ▼0,24  | 0           |
| Demokratenpartei                        | Yaşar Aydın           | 7,837      | 0,02 %   | ▼0,11  | 2           |
| Aydınlık Türkiye Partisi                | Tuğrul Türkeş         | 3,872      | 0,01 %   | – a    | 0           |
| Liberal Demokrat Parti                  | Besim Tibuk           | 0          | 0,00 %   | ▼0,10  | 0           |
| GESAMT                                  |                       | 32.268.496 | 100,00 % | –      | 3.208       |
| a nicht reingekommen                    |                       |            |          |        |             |

### Bürgermeister
| Partei                                  | Vorsitzender          | Stimmen    | Anteil   | Zahl der Gemeinden |
| --------------------------------------- | --------------------- | ---------- | -------- | ------------------ |
| Partei für Gerechtigkeit und Aufschwung | Recep Tayyip Erdoğan  | 9.674.306  | 40,18 %  | 1.750              |
| Republikanische Volkspartei             | Deniz Baykal          | 4.988.427  | 20,72 %  | 467                |
| Partei der Nationalistischen Bewegung   | Devlet Bahçeli        | 2.441.190  | 10,14 %  | 247                |
| Partei des Rechten Weges                | Mehmet Ağar           | 2.268.599  | 9,42 %   | 388                |
| Glückseligkeitspartei                   | Recai Kutan           | 1.148.920  | 4,77 %   | 63                 |
| Sozialdemokratische Volkspartei         | Murat Karayalçın      | 1.129.049  | 4,69 %   | 64                 |
| Mutterlandpartei                        | Nesrin Nas            | 712.439    | 2,96 %   | 100                |
| Junge Partei                            | Cem Uzan              | 581.891    | 2,41 %   | 13                 |
| Demokratische Linkspartei               | Bülent Ecevit         | 468.777    | 1,94 %   | 30                 |
| Unabhängige                             |                       | 249.422    | 1,03 %   | 52                 |
| Große Einheitspartei                    | Muhsin Yazıcıoğlu     | 150.429    | 0,62 %   | 10                 |
| Partei der Unabhängigen Türkei          | Haydar Baş            | 77.146     | 0,32 %   | 1                  |
| Partei der Neuen Türkei                 | İsmail Cem            | 53.963     | 0,22 %   | 5                  |
| Arbeiterpartei                          | Doğu Perinçek         | 27.475     | 0,11 %   | 0                  |
| Arbeitspartei                           | Abdullah Levent Tüzel | 25.963     | 0,10 %   | 0                  |
| Partei der Freiheit und Solidarität     | Ufuk Uras             | 24.711     | 0,10 %   | 2                  |
| Kommunistische Partei der Türkei        | Aydemir Güler         | 24.321     | 0,10 %   | 0                  |
| Partei der Nation                       | Aykut Edibali         | 11.991     | 0,05 %   | 0                  |
| Partei der Erleuchteten Türkei          | Tuğrul Türkeş         | 10.989     | 0,04 %   | 0                  |
| Demokratenpartei                        | Yaşar Aydın           | 3.624      | 0,01 %   | 1                  |
| Liberaldemokratische Partei             | Besim Tibuk           | 395        | 0,00 %   | 0                  |
| GESAMT                                  |                       | 24.074.027 | 100,00 % | 3.193              |

### Oberbürgermeister
| Partei                                  | Stimmen    | Anteil   | Gemeinden |
| --------------------------------------- | ---------- | -------- | --------- |
| Partei für Gerechtigkeit und Aufschwung | 4.822.636  | 46,06 %  | 12        |
| Republikanische Volkspartei             | 2.560.382  | 24,45 %  | 2         |
| Sozialdemokratische Volkspartei         | 769.187    | 7,34 %   | 1         |
| Partei des Rechten Weges                | 565.626    | 5,40 %   | 0         |
| Partei der Nationalistischen Bewegung   | 535.426    | 5,11 %   | 0         |
| Glückseligkeitspartei                   | 423.014    | 4,04 %   | 0         |
| Junge Partei                            | 317.128    | 3,02 %   | 0         |
| Demokratische Linkspartei               | 237.509    | 2,26 %   | 1         |
| Mutterlandpartei                        | 81.141     | 0,77 %   | 0         |
| Große Einheitspartei                    | 45.815     | 0,43 %   | 0         |
| Partei der Unabhängigen Türkei          | 28.487     | 0,27 %   | 0         |
| Arbeiterpartei                          | 18.802     | 0,18 %   | 0         |
| Kommunistische Partei der Türkei        | 17.965     | 0,17 %   | 0         |
| Unabhängige                             | 16.244     | 0,15 %   | 0         |
| Partei der Erleuchteten Türkei          | 11.189     | 0,10 %   | 0         |
| Partei der Neuen Türkei                 | 10.667     | 0,10 %   | 0         |
| Partei der Nation                       | 6.512      | 0,06 %   | 0         |
| Arbeitspartei                           | 1.140      | 0,01 %   | 0         |
| Partei der Freiheit und Solidarität     | 0          | 0 %      | 0         |
| Liberaldemokratische Partei             | 0          | % 0      | 0         |
| Demokratenpartei                        | 0          | 0 %      | 0         |
| GESAMT                                  | 10.468.870 | 100,00 % | 16        |

### Großstädte
| Gewinner   | Partei                |                                         |
| ---------- | --------------------- | --------------------------------------- |
| Adana      | Aytaç Durak           | Partei für Gerechtigkeit und Aufschwung |
| Ankara     | Melih Gökçek          | Partei für Gerechtigkeit und Aufschwung |
| Antalya    | Menderes Türel        | Partei für Gerechtigkeit und Aufschwung |
| Bursa      | Hikmet Şahin          | Partei für Gerechtigkeit und Aufschwung |
| Diyarbakır | Osman Baydemir        | Sozialdemokratische Volkspartei         |
| Erzurum    | Ahmet Küçükler        | Partei für Gerechtigkeit und Aufschwung |
| Eskişehir  | Yılmaz Büyükerşen     | Demokratische Linkspartei               |
| Gaziantep  | Asım Güzelbey         | Partei für Gerechtigkeit und Aufschwung |
| Istanbul   | Kadir Topbaş          | Partei für Gerechtigkeit und Aufschwung |
| Izmir      | Ahmet Piriştina       | Republikanische Volkspartei             |
| Kayseri    | Mehmet Özhaseki       | Partei für Gerechtigkeit und Aufschwung |
| Kocaeli    | İbrahim Karaosmanoğlu | Partei für Gerechtigkeit und Aufschwung |
| Konya      | Tahir Akyürek         | Partei für Gerechtigkeit und Aufschwung |
| Mersin     | Macit Özcan           | Republikanische Volkspartei             |
| Sakarya    | Aziz Duran            | Partei für Gerechtigkeit und Aufschwung |
| Samsun     | Yusuf Ziya Yılmaz     | Partei für Gerechtigkeit und Aufschwung |